# Нельсон Вівас
Нельсон Вівас (ісп. Nelson Vivas, нар. 18 жовтня 1969, Санта-Фе) — аргентинський футболіст, захисник. По завершенні ігрової кар'єри — футбольний тренер. З 2016 року очолює тренерський штаб клубу «Естудьянтес».

## Клубна кар'єра
Народився 18 жовтня 1969 року в місті Санта-Фе. Вихованець футбольної школи клубу «Соміза».
У дорослому футболі дебютував 10 вересня 1991 року виступами за «Кільмес», в якому провів чотири сезони, взявши участь лише у 93 матчах чемпіонату.
Своєю грою привернув увагу представників тренерського штабу «Бока Хуніорс», до складу якого приєднався 1994 року. Відіграв за команду з Буенос-Айреса наступні три сезони своєї ігрової кар'єри. Більшість часу, проведеного у складі «Бока Хуніорс», був основним гравцем захисту команди.
Протягом сезону 1997–1998 років захищав кольори швейцарського клубу «Лугано».
В серпні 1998 року уклав контракт з лондонським «Арсеналом», який заплатив за футболіста 1,6 млн. доларів. Нельсон майже відразу став залучатись до матчів команди і за перший сезон зіграв 23 матчі у чемпіонаті. Проте влітку 1999 року до «Арсеналу» прийшли Олег Лужний та Сілвінью, які витіснили аргентинця з команди. За півсезону Вівас зіграв лише в 5 матчах чемпіонату і в кінці року був змушений відправитись до кінця сезону в оренду до іспанського клубу «Сельта Віго». Після повернення в «Арсенал» провів ще сезон у лондонському клубі, вийшовши на поле в чемпіонаті 13 разів, так і не здобувши місця в основному складі команди. Тому англійський клуб 2001 року не продовжив з Нельсоном контракт і він покинув клуб у статусі вільного агента.
З 2001 року два сезони захищав кольори команди клубу «Інтернаціонале», проте також не пробився до основи клубу.
Протягом сезону 2003–2003 років захищав кольори «Рівер Плейт», але й на батьківщині програв боротьбу за місце в основі, вийшовши за сезон лише 7 разів у матчах чемпіонату.
Завершив професійну ігрову кар'єру у «Кільмес», в складі якого розпочинав професійну кар'єру. Вдруге Вівас прийшов до команди 2004 року і захищав її кольори до припинення виступів на професійному рівні у 2005 році.

## Виступи за збірну
1994 року дебютував в офіційних матчах у складі національної збірної Аргентини.
У складі збірної був учасником розіграшу Кубка Конфедерацій 1995 року у Саудівській Аравії, де разом з командою здобув «срібло», розіграшу Кубка Америки 1997 року у Болівії, чемпіонату світу 1998 року у Франції та розіграшу Кубка Америки 1999 року у Парагваї.
Всього протягом кар'єри у національній команді, яка тривала десять років, провів у формі головної команди країни 39 матчів, забивши 1 гол.

## Кар'єра тренера
Розпочав тренерську кар'єру невдовзі по завершенні кар'єри гравця, 2006 року, ставши асистентом Дієго Сімеоне в «Естудьянтесі». Згодом допомагав Сімеоне в клубах «Рівер Плейт» та «Сан-Лоренсо», в якому Нельсон Вівас був одним з тренерів головної команди до 2010 року.
2013 року отримав свій перший досвід самостійної тренерської роботи — частину року очолював тренерський штаб команди клубу «Кільмес».
Наприкінці 2015 року був представлений головним тренером «Естудьянтес».

## Титули і досягнення
- Володар Суперкубка Англії (1):

«Арсенал»: 1998

## Статистика

### Збірна
| Збірна Аргентини | Збірна Аргентини | Збірна Аргентини |
| Роки             | Ігри             | Голи             |
| ---------------- | ---------------- | ---------------- |
| 1994             | 1                | 0                |
| 1995             | 1                | 0                |
| 1996             | 2                | 0                |
| 1997             | 5                | 0                |
| 1998             | 8                | 1                |
| 1999             | 7                | 0                |
| 2000             | 6                | 0                |
| 2001             | 6                | 0                |
| 2002             | 1                | 0                |
| 2003             | 2                | 0                |
| Всього           | 39               | 1                |